# Хміль Іван Сергійович
Іван Сергійович Хміль (16 жовтня 1923, Старі Шепеличі — 6 лютого 2003, Київ) — дослідник історії міжнародних відносин і національно-визвольного руху після Другої світової війни, української дипломатії. Заслужений діяч науки УРСР (з 1982 року).

## Біографія
Народився 16 жовтня 1923 року у селі Старих Шепеличах Чорнобильського району Київської області. Учасник німецько-радянської війни, офіцер-ракетник. Нагороджений бойовими орденами Олександра Невського, Вітчизняної війни І та II ступеня, медалями «За оборону Сталінграда» та іншими.
У 1951 році закінчив факультет міжнародних відносин Київського державного університету, після чого до 1956 року працював журналістом редакції газети «Радянська Україна». У 1956–1960 роках — аспірант Академії суспільних наук при ЦК КПРС. У 1960 році, під керівництвом І. М. Земськова і В. М. Кулакова, захистив кандидатську дисертацію на тему: «Зовнішньополітична діяльність Української РСР за утвердження Радянської влади (1917—1920 рр.)».
У 1960–1965 роках — головний редактор видавництва АН УРСР, заступник головного вченого секретаря Президії АН УРСР, учений секретар Секції суспільних наук АН УРСР. Одночасно з 1963 року — старший науковий співробітник відділу нової та новітньої історії, з 1964 року — виконувач обов'язків завідувача відділу історії країн Сходу Інституту історії АН УРСР.
У 1965–1971 роках — співробітник Секретаріату ООН. У 1976–1978 роках — завідувач відділу країн зарубіжного Сходу, у 1978–1989 роках — завідувач відділу зарубіжної історіографії, з 1990 року — провідний науковий співробітник-консультант відділу української революції та громадянської війни Інституту історії АН УРСР. У 1976 році захистив докторську дисертацію на тему: «Антикомунізм в соціально-економічному і політичному житті США (1945—1975)».
Був членом делегацій України на 28-й (1973), 36-й (1981) і 38-й (1983) сесіях Генеральної Асамблеї ООН, представником України на XVII сесії Соціальної комісії ООН (1982) і представником України в Комісії ООН з правах людини (1983–1985).
Помер в Києві 6 лютого 2003 року.

## Основні праці
- Историография истории Украинской ССР. — Київ, 1986 (укр.), 1987 (рос.) (у співавторстві);
- За освобождение Юга Африки. — Київ, 1976;
- Антикомунізм у соціально-економічному і політичному житті США. — Київ, 1975 (у співавторств);
- Дипломатична діяльність Української РСР (1917—1920). — Київ, 1962.